# Sainte-Savine
Sainte-Savine és un municipi francès situat al departament de l'Aube i a la regió del Gran Est. L'any 2007 tenia 10.110 habitants.

## Demografia

### Població
El 2007 la població de fet de Sainte-Savine era de 10.110 persones. Hi havia 4.902 famílies de les quals 2.083 eren unipersonals (817 homes vivint sols i 1.266 dones vivint soles), 1.350 parelles sense fills, 1.033 parelles amb fills i 436 famílies monoparentals amb fills.
La població ha evolucionat segons el següent gràfic:
Habitants censats

### Habitatges
El 2007 hi havia 5.499 habitatges, 4.996 eren l'habitatge principal de la família, 120 eren segones residències i 382 estaven desocupats. 2.741 eren cases i 2.713 eren apartaments. Dels 4.996 habitatges principals, 2.584 estaven ocupats pels seus propietaris, 2.346 estaven llogats i ocupats pels llogaters i 67 estaven cedits a títol gratuït; 170 tenien una cambra, 852 en tenien dues, 1.290 en tenien tres, 1.311 en tenien quatre i 1.373 en tenien cinc o més. 2.736 habitatges disposaven pel capbaix d'una plaça de pàrquing. A 2.672 habitatges hi havia un automòbil i a 1.394 n'hi havia dos o més.

### Piràmide de població
La piràmide de població per edats i sexe el 2009 era:
| Homes | Edats   | Dones |
| ----- | ------- | ----- |
| 0     | 95 o +  | 16    |
| 24    | 90 a 94 | 80    |
| 56    | 85 a 89 | 132   |
| 88    | 80 a 84 | 168   |
| 192   | 75 a 79 | 332   |
| 188   | 70 a 74 | 288   |
| 204   | 65 a 69 | 308   |
| 216   | 60 a 64 | 264   |
| 220   | 55 a 59 | 244   |
| 328   | 50 a 54 | 356   |
| 392   | 45 a 49 | 444   |
| 344   | 40 a 44 | 376   |
| 320   | 35 a 39 | 368   |
| 352   | 30 a 34 | 352   |
| 360   | 25 a 29 | 428   |
| 276   | 20 a 24 | 236   |
| 328   | 15 a 19 | 296   |
| 316   | 10 a 14 | 228   |
| 256   | 5 a 9   | 224   |
| 224   | 0 a 4   | 240   |

## Economia
El 2007 la població en edat de treballar era de 6.543 persones, 4.888 eren actives i 1.655 eren inactives. De les 4.888 persones actives 4.375 estaven ocupades (2.136 homes i 2.239 dones) i 512 estaven aturades (233 homes i 279 dones). De les 1.655 persones inactives 592 estaven jubilades, 660 estaven estudiant i 403 estaven classificades com a «altres inactius».

### Ingressos
El 2009 a Sainte-Savine hi havia 5.094 unitats fiscals que integraven 10.316,5 persones, la mediana anual d'ingressos fiscals per persona era de 18.196 €.

### Activitats econòmiques
Dels 492 establiments que hi havia el 2007, 2 eren d'empreses extractives, 15 d'empreses alimentàries, 6 d'empreses de fabricació de material elèctric, 33 d'empreses de fabricació d'altres productes industrials, 38 d'empreses de construcció, 125 d'empreses de comerç i reparació d'automòbils, 7 d'empreses de transport, 24 d'empreses d'hostatgeria i restauració, 17 d'empreses d'informació i comunicació, 37 d'empreses financeres, 26 d'empreses immobiliàries, 52 d'empreses de serveis, 68 d'entitats de l'administració pública i 42 d'empreses classificades com a «altres activitats de serveis».
Dels 102 establiments de servei als particulars que hi havia el 2009, 1 era una oficina de correu, 10 oficines bancàries, 2 funeràries, 11 tallers de reparació d'automòbils i de material agrícola, 2 tallers d'inspecció tècnica de vehicles, 1 establiment de lloguer de cotxes, 2 autoescoles, 5 paletes, 7 guixaires pintors, 5 fusteries, 10 lampisteries, 4 electricistes, 15 perruqueries, 1 veterinari, 15 restaurants, 4 agències immobiliàries, 3 tintoreries i 4 salons de bellesa.
Dels 40 establiments comercials que hi havia el 2009, 2 eren supermercats, 1 una gran superfície de material de bricolatge, 4 botiges de menys de 120 m², 14 fleques, 4 carnisseries, 2 peixateries, 4 llibreries, 1 una llibreria, 2 sabateries, 2 botigues d'electrodomèstics, 1 una botiga de material de revestiment de parets i terra i 3 floristeries.
L'any 2000 a Sainte-Savine hi havia 11 explotacions agrícoles que ocupaven un total de 280 hectàrees.

## Equipaments sanitaris i escolars
El 2009 hi havia 1 centre de salut, 5 farmàcies i 2 ambulàncies.
El 2009 hi havia 3 escoles maternals, 1 escola maternal integrada dins d'un grup escolar amb les comunes properes formant una escola dispersa, 5 escoles elementals i 1 escola elemental integrada dins d'un grup escolar amb les comunes properes formant una escola dispersa. A Sainte-Savine hi havia 2 col·legis d'educació secundària, 1 liceu d'ensenyament general i 1 liceu tecnològic. Als col·legis d'educació secundària hi havia 837 alumnes, als liceus d'ensenyament general n'hi havia 863 i als liceus tecnològics 378.

## Poblacions més properes
El següent diagrama mostra les poblacions més properes.